# Diti
Dans la mythologie indienne, Diti est la mère des Asura, à l'opposé d'Aditî, mère des Sura.
Alors que les Asura ont été plongés en enfer par les Sura, Indra devint le chef des deva. Diti implora Kashyapa de lui donner un fils capable de tuer Indra afin de se venger. Celui-ci accepta, mais à la seule condition qu'elle reste pure pendant mille ans. Ainsi, il la purifia en la touchant de sa main et Diti s'isola au bord d'un étang où Indra était à sa disposition pour lui fournir bois, eau et nourriture. Alors qu'il ne restait que 10 années, la déesse s'endormit mais ses cheveux touchaient ses pieds. Voyant cette position impure, Indra en profita pour pénétrer dans son corps et fendit l'embryon en sept. Cependant, l'embryon se mit à crier, ce qui réveilla Diti. Alors qu'Indra continuait de le fendre, Diti lui supplia de ne pas le tuer. Par égard pour sa mère, il sortit de son ventre et lui demanda pardon pour ce qu'il venait de faire. Mais elle reconnut que c'était sa faute à elle et demanda que les sept fragments de son embryon deviennent les gardiens des sept vents. Ainsi naquirent les Maruts. Après cet épisode, la mère et le fils se rendirent au troisième ciel.
Le lieu de l'ermitage de Diti fut l'endroit où fut fondée la ville de Vishâlâ, la ville divine.

## Source
- Le Rāmāyana de Vâlmîki, traduit en français par Alfred Roussel, Bâlakânda, Sarga 46-47, éd Librairie d'Amérique et d'Orient, Paris, 1979